# Francesco Sacrati
Francesco Sacrati (17. září 1605 Parma – 20. května 1650 Modena) byl italský hudební skladatel.

## Život
Francesco Sacrati působil jako operní skladatel v Benátkách v průběhu čtyřicátých let 17. století, často ve spolupráci se scénografem Giacomem Torellim. Psal převážně pro divadlo Teatro Novissimo. Patrně patřil k uměleckému souboru zvanému Accademici Discordati, který prováděl jeho opery v Bologni a i v jiných italských městech.
Jeho nejznámějším a patrně jediným dochovaným dílem je opera La finta pazza uvedená v Benátkách v roce 1641. Podle hudebních historiků byla vůbec první operou uvedenou ve Francii. Byla považována za ztracenou, ale v roce 1984 objevil partituru této opery hudební historik Lorenzo Bianconi. Operu v roce 2010 nastudovalo operní studio university v Yale.

## Opery
- La Delia (1639 Benátky Teatro Santi Giovanni e Paolo)
- La finta pazza (libreto Giulio Strozzi, 1641 Benátky, Teatro Novissimo; k otevření divadla)
- Il Bellerofonte (libreto Vincenzo Nolfi, 1642 Benátky, Teatro Novissimo)
- Venere gelosa (libreto Niccolò Enea Bartolini, 1643 Benátky, Teatro Novissimo)
- L'Ulisse errante (libreto Giacomo Badoaro, 1644 Benátky, Teatro Santi Giovanni e Paolo)
- La semiramide in India (libreto Maiolino Bisaccioni, 1648 Benátky, Teatro San Cassiano)
- L'isola d'Alcina (libreto Fulvio Testi, 1648 Bologna)
- Ergasto (1650 Benátky)